# Marradi
Marradi – miejscowość i gmina we Włoszech, w regionie Toskania, w prowincji Florencja.
Według danych na rok 2004 gminę zamieszkiwało 3616 osób, 23,6 os./km².